# Casamanya
El pico del Casamanya está situado en el corazón de Andorra, entre las parroquias de Canillo y Ordino.

## Descripción
La cumbre está formada por tres picos:
- Casamanya Norte 2752 m s. n. m.
- Casamanya del Mig 2725 m s. n. m.
- Casamanya Sur 2740 m s. n. m.

Este pico vertebra Andorra dejando, mirando hacia el sur, en el lado derecho el Valira del Norte y a la izquierda el Valira de Oriente.

## Ascensión
Se asciende desde el Coll d'Ordino, por un camino bien marcado en dirección norte, que salva 760 m de desnivel.

## Galería de imágenes

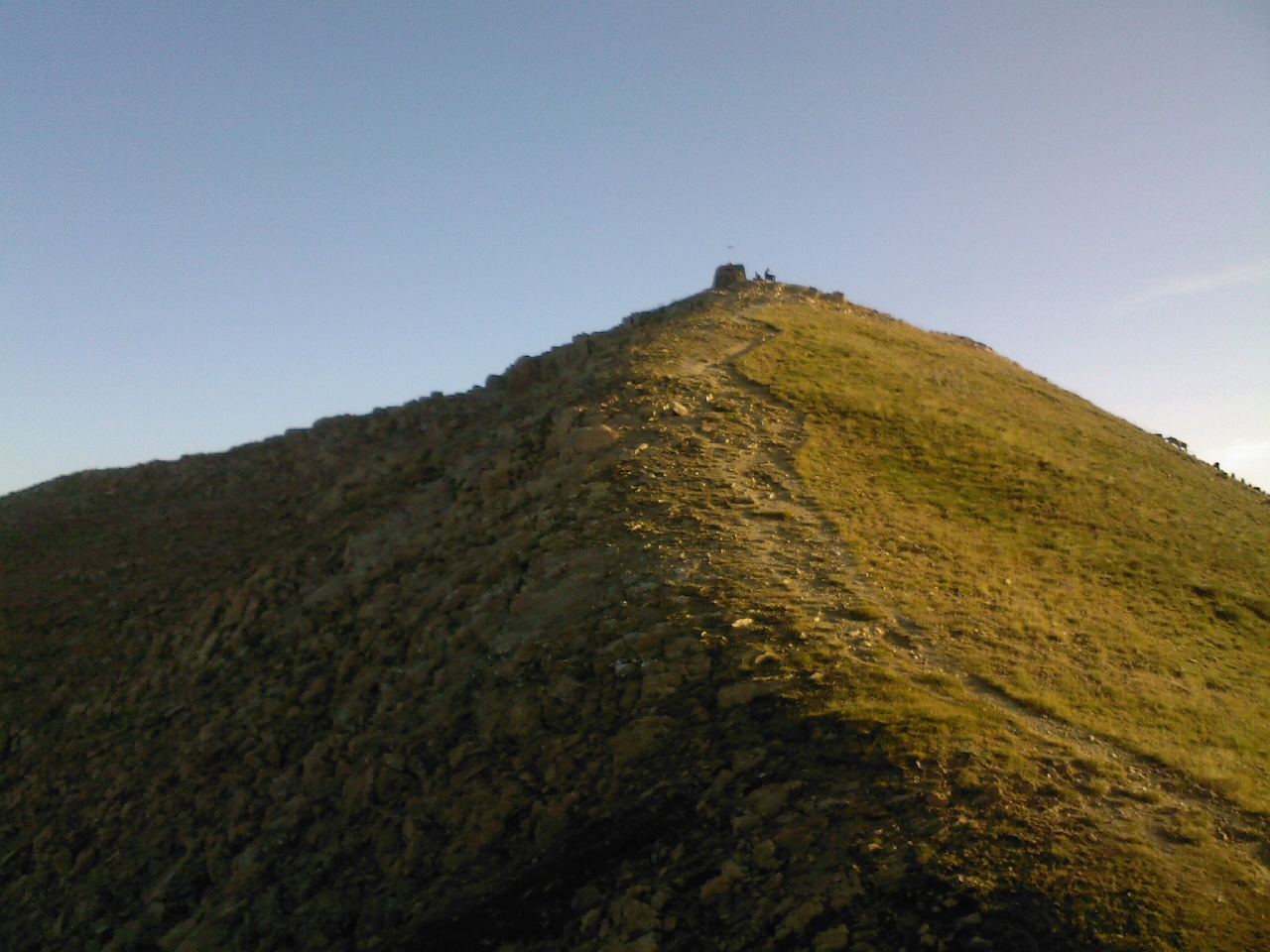
La cima sur del Casamanya vista desde el sur, por la ruta normal de ascenso.
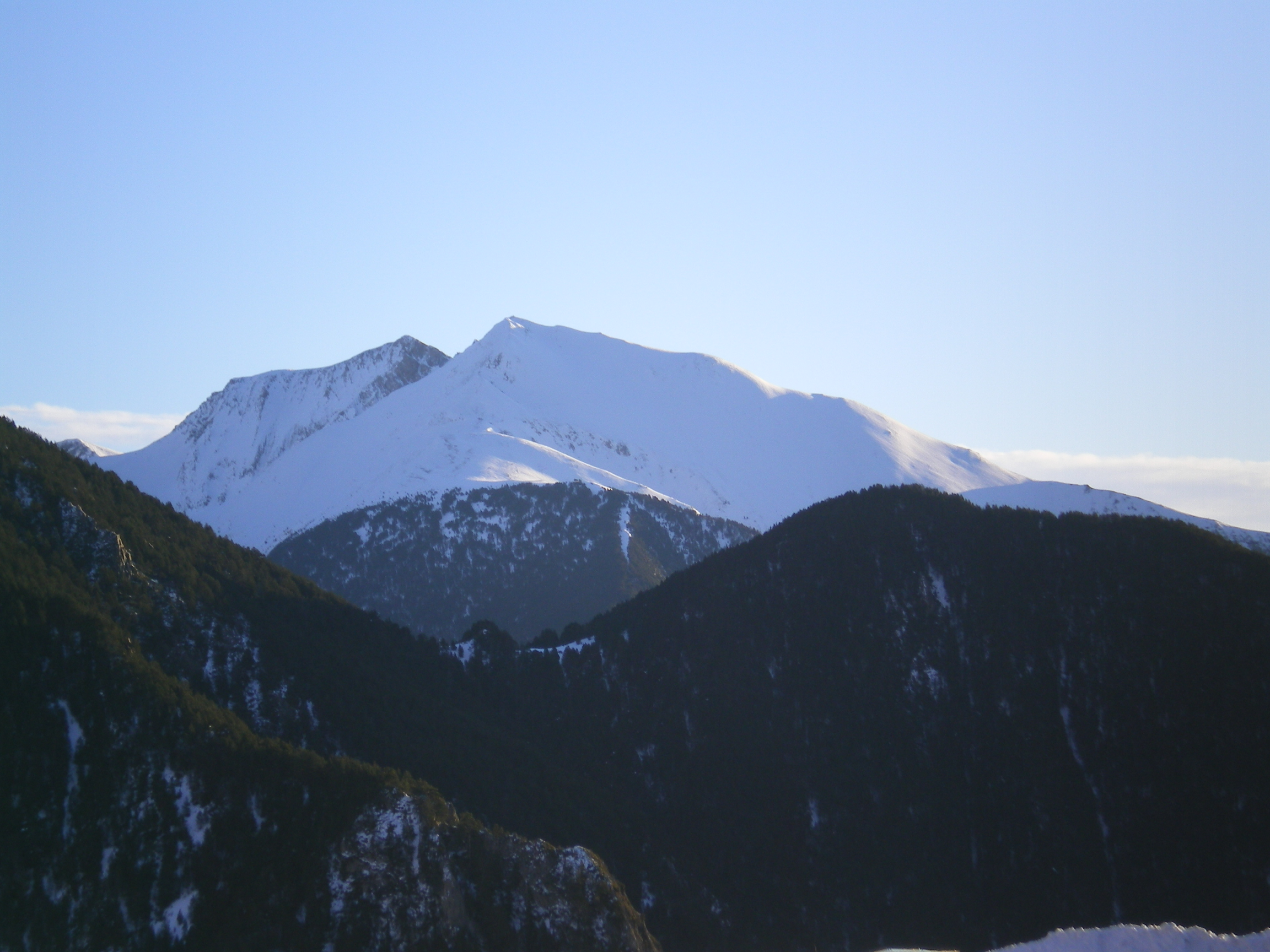
Casamanya visto desde la estación de esquí de Arinsal. Valira del Norte.
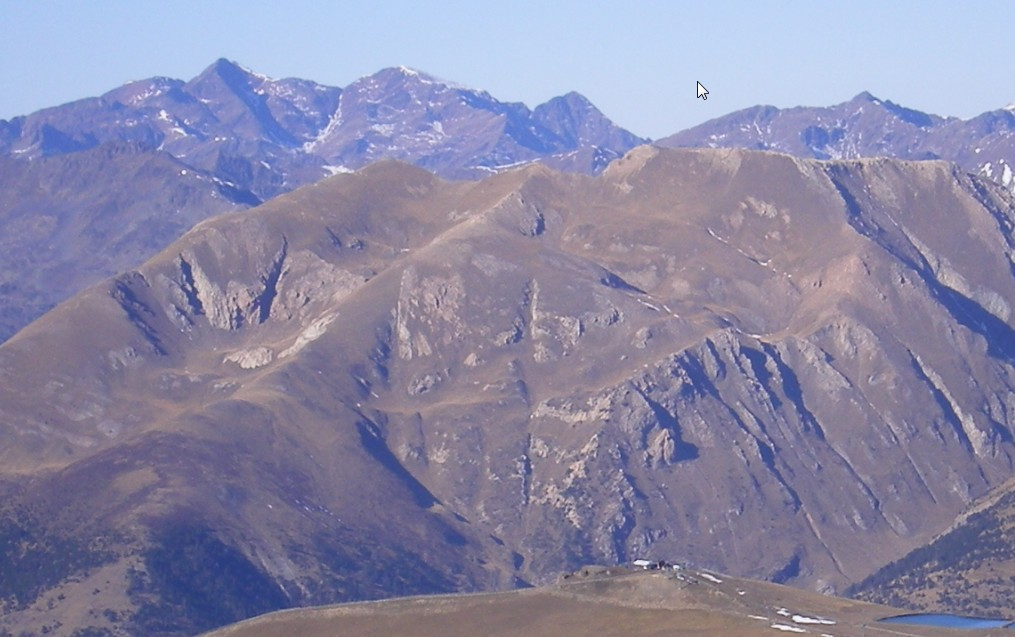
Casamanya visto desde el Pic Alt del Cubil Encamp. Valira Oriental.
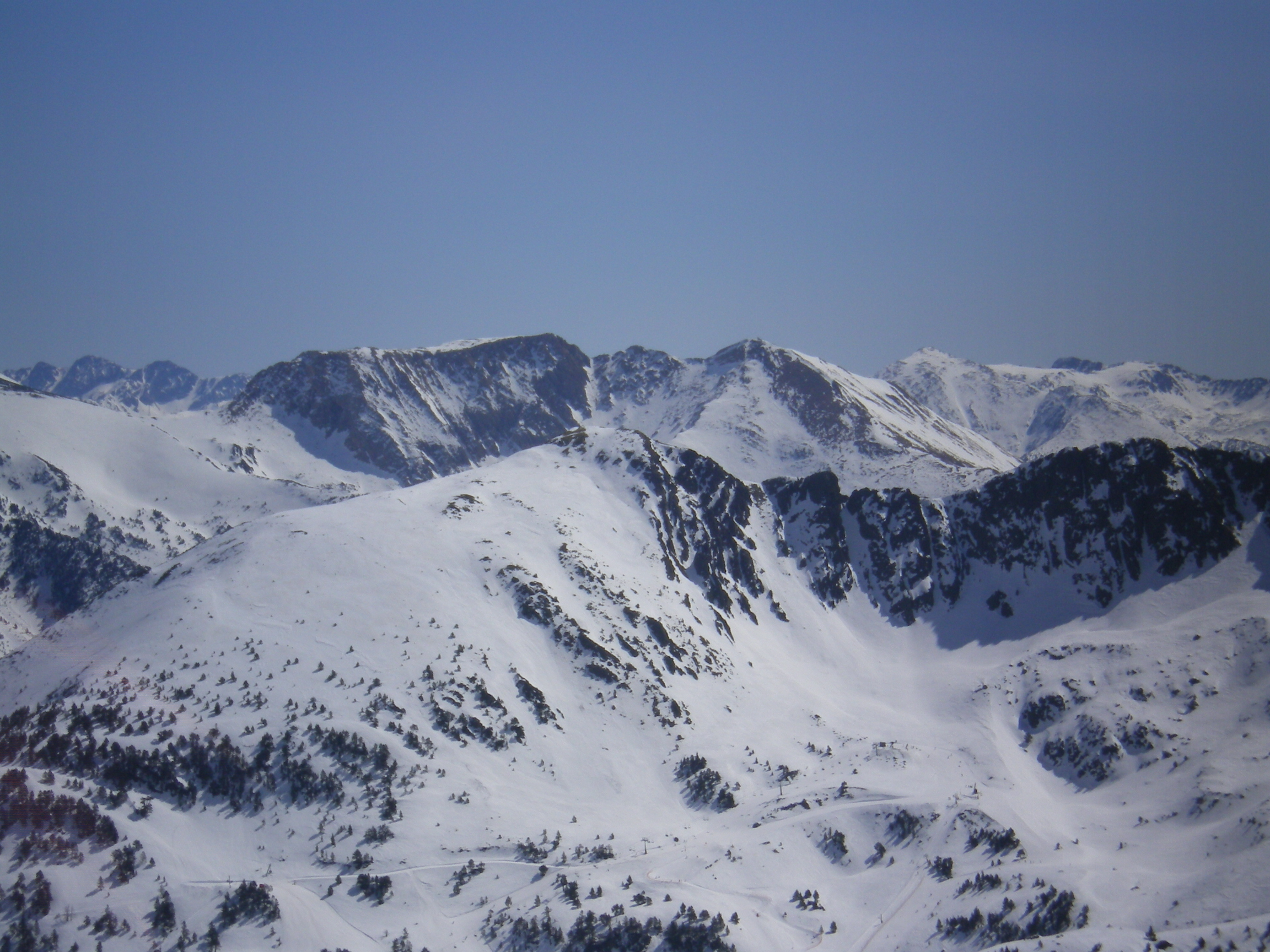
Casamanya visto desde la zona de Creussans en la estación de esquí de Ordino-Arcalis. Valira Norte.